# Beautiful Creatures (film fra 2013)
Beautiful Creatures er en amerikansk romantisk fantasy-film fra 2013 baseret på romanen af samme navn af Kami Garcia og Margaret Stohl. Filmen blev instrueret af Richard LaGravenese og er med stjernerne Alden Ehrenreich og Alice Englert.

## Plot
I Gatlin, South Carolina, vågner Ethan Wate, han hjemsøges hver nat af mærkelige drømme om en pige, han aldrig har mødt. I voice-over fortællerstemme, fortælles om hvordan han nyder at læse forbudte bøger, hans fortvivlelse over sovebyen Gatlin, samt hans drømme om at forlade Gatlin. 
Den første dag efter sommerferien, lægger Ethan mærke til den nye pige Lena Duchannes, som minder ham om pigen fra hans drømme. De andre elever tager ikke venligt imod hende og sladrer om Lenas sky onkel, Macon Ravenwood, og påstår, at hendes familie inkluderer djæveltilbedere. Lena hører disse hviskerier, og klasseværelset vinduer splintres, hvilket forstærker frygt og mistro i klassen, og byens borgere i almindelighed, om at hun er en heks. Men hvilken hemmelighed gemmer Lena Duchannes, og hendes sky onkel Macon Ravenwood på ?

## Medvirkende
- Alden Ehrenreich som Ethan Lawson Wate
- Alice Englert som Lena Duchannes
- Jeremy Irons som Macon Ravenwood
- Viola Davis som Amma
- Emmy Rossum som Ridley Duchannes
- Thomas Mann som Wesley Jefferson "Link" Lincoln
- Emma Thompson som Mavis Lincoln/Sarafine
- Margo Martindale som Aunt Del[4]
- Eileen Atkins som Emmaline Duchannes (Gramma)[5]
- Zoey Deutch som Emily Asher[4]
- Tiffany Boone som Savannah Snow
- Kyle Gallner som Larkin Ravenwood
- Rachel Brosnahan som Genevieve Duchannes[4]

## Eksterne Henvisninger
- Beautiful Creatures på Internet Movie Database (engelsk)
- Beautiful Creatures på Filmdatabasen
- Beautiful Creatures på Scope
- Beautiful Creatures i Svensk Filmdatabas (svensk)
- Beautiful Creatures på AlloCiné (fransk)
- Beautiful Creatures på MovieMeter (nederlandsk)
- Beautiful Creatures på AllMovie (engelsk)
- Beautiful Creatures hos American Film Institute (engelsk)
- Beautiful Creatures på Turner Classic Movies (engelsk)
- Beautiful Creatures på The Movie Database (engelsk)